# Asplenium wudangense
Asplenium wudangense là một loài dương xỉ trong họ Aspleniaceae. Loài này được Z. R. Wang & X. Hou mô tả khoa học đầu tiên.
Danh pháp khoa học của loài này chưa được làm sáng tỏ. 